# Тюрин, Иван Владимирович
Иван Владимирович Тюрин (21 октября (2 ноября) 1892, с. Верхние Юшалы, Уфимская губерния — 12 июля 1962, Москва) — российский и советский учёный-почвовед, академик АН СССР (1953).

## Биография

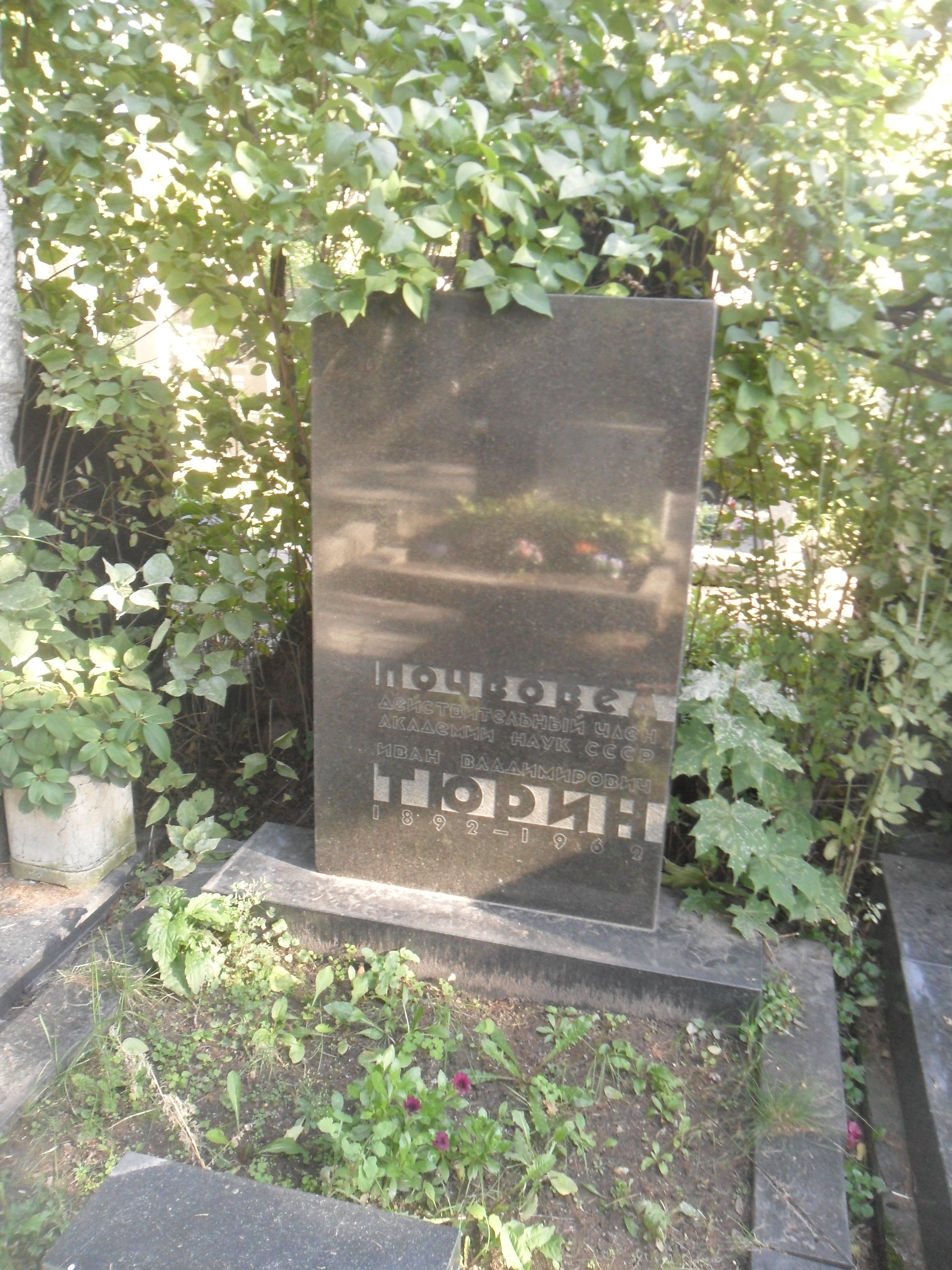
Могила Тюрина на Новодевичьем кладбище Москвы.

И. В. Тюрин родился в селе Верхние Юшалы Мензелинского уезда Уфимской губернии.
В 1919 году окончил Петровскую сельскохозяйственную академию в Москве. В 1919—1930 годах работал в Казани в университете и институте сельского хозяйства и лесоводства (с 1928 года — профессор).
В 1930—1941 и 1944—1951 годах — проф. Ленинградской лесотехнической академии и одновременно в 1944—1952 годах — Ленинградского университета. В 1930—1941 годах и с 1943 года работал в Почвенном институте АН СССР: с 1949 года — директор.
С 1953 года главный редактор журнала «Почвоведение».
Научные работы И. В. Тюрина были посвящены проблеме повышения плодородия почв, химии органических веществ почв. Особый интерес представляют его исследования в области изучения почвенного гумуса. Им разработаны оригинальные методы анализа состава почвенного перегноя, а также ряд новых методов химического анализа почв (для определения гумуса, доступного для растений азота и др.).
Автор учебника «Курс почвоведения для лесных втузов» (1933), книги «Органическое вещество почв и его роль в почвообразовании и плодородии. Учение о почвенном гумусе», М.—Л., 1937 и многих других научных трудов.
Академик АН СССР (1953; чл.-корр. с 1946), Академик Польской академии (1956), АН ГДР (1957).

## Награды
- орден Ленина (1953)
- орден Трудового Красного Знамени (10.06.1945)
- медали

## Членство в организациях
- Докучаевское общество почвоведов